# Categoria dei graduati
La categoria dei graduati indica una tipologia di personale in servizio nelle forze armate italiane. La classificazione non ha equivalente nelle forze di polizia italiane, ma ci sono diverse figure che possono essere considerate omologhe.
Nelle forze armate italiane è intermedia tra la categoria dei militari di truppa e la categoria dei sottufficiali (Ruolo sergenti).
Dal 28 agosto 2022 è entrata in vigore ufficialmente una nuova nominazione dei gradi della categoria, come da decreto legge pubblicato nella gazzetta ufficiale (legge 5 agosto 2022, n. 119).

## Esercito
Denominazioni pre-riforma agosto 2022
- primo caporal maggiore
- caporal maggiore scelto
- caporal maggiore capo
- caporal maggiore capo scelto
- caporal maggiore capo scelto qualifica speciale

Denominazioni post-riforma agosto 2022
- graduato
- graduato scelto
- graduato capo
- primo graduato
- graduato aiutante

## Marina Militare
Denominazioni pre-riforma agosto 2022
- sottocapo di terza classe
- sottocapo di seconda classe
- sottocapo di prima classe
- sottocapo di prima classe scelto
- sottocapo di prima classe scelto qualifica speciale

Denominazioni post-riforma agosto 2022
- sottocapo di terza classe
- sottocapo di seconda classe
- sottocapo di prima classe
- sottocapo scelto
- sottocapo aiutante

## Aeronautica Militare
Denominazioni pre-riforma agosto 2022
- aviere capo
- primo aviere scelto
- primo aviere capo
- primo aviere capo scelto
- primo aviere capo scelto qualifica speciale

Denominazioni post-riforma agosto 2022
- aviere capo
- primo aviere scelto
- primo aviere capo
- primo graduato
- graduato aiutante

## Arma dei Carabinieri
A differenza delle altre tre forze dipendenti dal Ministero della difesa italiano, i Carabinieri hanno come corrispettivo dei Graduati, il ruolo degli appuntati e carabinieri. Nella gerarchia dell'Arma dei Carabinieri si parte dal:
- carabiniere
- carabiniere scelto
- appuntato
- appuntato scelto
- appuntato scelto qualifica speciale

## Guardia di Finanza
Questo corpo, a differenza degli altri dipende direttamente dal Ministro dell'Economia e delle Finanze; è un corpo militare perché è parte integrante delle Forze armate e allo stesso tempo è una Forza di Polizia dello stato. Date le mansioni simili a quelle dei Carabinieri ma più specializzate al livello tributario, si è più volte paventata una loro fusione.
Anche la Guardia di Finanza, come i carabinieri, non possiede militari di truppa e il loro grado più basso è paragonabile al carabiniere, all'aviere capo, al sottocapo di terza classe e al primo caporale maggiore. In ordine gerarchico il ruolo degli appuntati e finanzieri si compone dei:
- finanziere
- finanziere scelto
- appuntato
- appuntato scelto
- appuntato scelto qualifica speciale

## Corrispondenze
| Anni di servizio                                                          | Esercito Italiano                                                   | Marina Militare                                                          | Aeronautica Militare                                            | Carabinieri                         |
| ------------------------------------------------------------------------- | ------------------------------------------------------------------- | ------------------------------------------------------------------------ | --------------------------------------------------------------- | ----------------------------------- |
| Alla nomina                                                               | Graduato (Primo caporal maggiore)                                   | Sottocapo di terza classe                                                | Aviere capo                                                     | Carabiniere                         |
| Dopo 1 anno nel grado precedente (per i carabinieri dopo 4 anni e 6 mesi) | Graduato scelto (Caporal maggiore scelto)                           | Sottocapo di seconda classe                                              | Primo aviere scelto                                             | Carabiniere scelto                  |
| Dopo 5 anni nel grado precedente                                          | Graduato capo (Caporal maggiore capo)                               | Sottocapo di prima classe                                                | Primo aviere capo                                               | Appuntato                           |
| Dopo 4 anni nel grado precedente                                          | Primo graduato (Caporal maggiore capo scelto)                       | Sottocapo scelto (Sottocapo di prima classe scelto)                      | Primo graduato (Primo aviere capo scelto)                       | Appuntato scelto                    |
| Dopo 5 anni nel grado precedente                                          | Graduato aiutante (Caporal maggiore capo scelto qualifica speciale) | Sottocapo aiutante (Sottocapo di prima classe scelto qualifica speciale) | Graduato aiutante (Primo aviere capo scelto qualifica speciale) | Appuntato scelto qualifica speciale |

## Corpi di polizia

### Polizia di Stato
La polizia di Stato è anch'esso un corpo di pubblica sicurezza, il suo ordinamento non è più militare a causa della smilitarizzazione avvenuta ad opera della legge 1º aprile 1981 n. 121. Essa dipende dal Ministero dell'Interno. I gradi del ruolo assistenti, simili a quelli dei carabinieri e finanzieri, sono:
- agente;
- agente scelto;
- assistente;
- assistente capo;
- assistente capo coordinatore.

### Polizia penitenziaria
Sono organizzati esattamente come la Polizia di Stato, anche se hanno storie di formazione differenti
- agente;
- agente scelto;
- assistente;
- assistente capo;
- assistente capo coordinatore.

### Polizia locale
I graduati del corpo di polizia locale sono organizzati similmente come la Polizia di Stato, anche se hanno formazione differenti come la polizia piemontese, quello pugliese, lombarda, laziale, eccetera.

## Nel mondo
In gran parte delle forze armate mondiali i graduati di truppa appartengono alla categoria dei sottufficiali, con varie denominazioni. Nelle forze armate di tradizione anglosassone i graduati di truppa sono qualificati «junior non-commissioned officer» (JNCO), mentre i «senior/staff NCO» (SNCO) sono paragonabili al ruolo sergenti delle forze armate italiane.
I «warrant officer» sono invece paragonabili al ruolo marescialli delle forze armate italiane ma con l’eccezione di quelli delle forze armate statunitensi, dove il termine «warrant officer» indica una tipologia a parte di ufficiali esperti in campi tecnici molto specialistici. Quest’ultima categoria di militari può essere quindi paragonata a quella italiana ad esaurimento del Corpo unico degli specialisti della Marina Militare (precedentemente noto come Ruolo degli ufficiali del Corpo equipaggi militari marittimi), o a quelli del Ruolo unico degli specialisti dell'Aeronautica Militare.
Nelle forze armate argentine vengono classificati suboficiales subalternos e distinti dai suboficiales superiores.
Nelle forze armate polacche i sottufficiali sono divisi in tre categorie:
- Sottufficiali subalterni (polacco: podoficerowie młodsi; letteralmente: sottufficiali inferiori), equiparabili ai graduati di truppa delle forze armate italiane
- Sottufficiali (polacco: podoficerowie), equiparabili al ruolo sergenti delle forze armate italiane
- Sottufficiali superiori (polacco: podoficerowie starsi; letteralmente: sottufficiali superiori), equiparabili al ruolo marescialli delle forze armate italiane.

### Riferimenti normativi
- Decreto legislativo 15 marzo 2010, n. 66, in materia di "Codice dell'ordinamento militare" aggiornato.
- Decreto del presidente della Repubblica 15 marzo 2010, n. 90, in materia di "Testo unico delle disposizioni regolamentari in materia di ordinamento militare" aggiornato.
- NATO, APersP-01. NATO Codes for Grades of Military Personnel. Edition A, Version 3 [APersP-01. Codici per i gradi del personale militare della NATO, edizione A, versione 3], in STANAG 2116, Bruxelles, NATO Standardization Office, 16 giugno 2022..
- Legge 5 agosto 2022, n. 119

### Testi
- Riccardo Busetto, Il dizionario militare: dizionario enciclopedico del lessico militare, Bologna, Zanichelli, 2004, ISBN 978-88-08-08937-3.